# 雙棘牛魚
雙棘牛魚，為輻鰭魚綱鱸形目南極魚亞目牛魚科的其中一種，分布於東南大西洋的特里斯坦達庫尼亞海域，為底棲性魚類，生活習性不明。

## 擴展閱讀
維基物種上的相關：雙棘牛魚